# Arquebisbat de Piura
L'arquebisbat de Piura (espanyol: Arquidiócesis de Piura; llatí: Archidioecesis Piurensis) és un seu metropolitana de l'Església catòlica al Perú. El 2013 tenia 1.416.280 batejats d'un total d'1.573.644 habitants. Actualment està regida per l'arquebisbe José Antonio Eguren Anselmi, S.C.V.

## Territori
L'arxidiòcesi es troba a les regions peruanes de Piura i de Tumbes.
La seu arxiepiscopal és la ciutat de Piura, on es troba la catedral de Sant Miquel Arcàngel.
El territori s'estén sobre 33.510 km² i està dividit en 50 parròquies, reagrupades en 6 vicariats.

## Història
La diòcesi de Pira va erigir-se el 29 de febrer de 1940 mitjançant la butlla Ad christianae plebis del Papa Pius XII, prenent el territori de la diòcesi de Trujillo (avui arxidiòcesi). Originàriament era sufragània de l'arquebisbat de Lima.
El 23 de maig de 1943 entrà a formar part de la província eclesiàstica de l'arxidiòcesi de Trujillo.
El 5 de juny del mateix any el Papa Pius XII instituí el capítol de la catedral amb la butlla Quo sollemnior.
L'11 d'abril de 1948 s'inaugurà el seminari diocesà, dedicat a sant Domènec Savio.
El 4 de març de 1964 cedí una part del seu territori per tal que s'erigís la prelatura territorial de Chulucanas (avui diòcesi).
El 30 de juny de 1966 va ser elevada al rang d'arxidiòcesi metropolitana mitjançant la butlla del Papa Pau VI Sic ut paterfamilias.
Al febrer de 1985 va rebre la visita pastoral de Joan Pau II.

## Cronologia episcopal
- Fortunato Chirichigno Pontolido, S.D.B. † (27 de gener de 1941 - 2 de gener de 1953 mort)
- Federico Pérez Silva, C.M. † (1953 - 15 de juny de 1957 nomenat arquebisbe de Trujillo)
- Carlos Alberto Arce Masías † (6 de febrer de 1959 - 6 de gener de 1963 mort)
- Erasmo Hinojosa Hurtado † (6 de gener de 1963 - 6 d'agost de 1977 mort)
- Fernando Vargas Ruiz de Somocurcio, S.J. † (18 de gener de 1978 - 26 de setembre de 1980 nomenat arquebisbe d'Arequipa)
- Óscar Rolando Cantuarias Pastor † (9 de setembre de 1981 - 11 de juliol 2006 jubilat)
- José Antonio Eguren Anselmi, S.C.V., des de l'11 de juliol 2006

## Estadístiques
A finals del 2013, la diòcesi tenia 1.416.280 batejats sobre una població d'1.573.644 persones, equivalent al 90,0% del total.
| any  | població  | població  | població | sacerdots | sacerdots       | sacerdots       | sacerdots             | diàques | religiosos | religiosos | parroquies |
| ---- | --------- | --------- | -------- | --------- | --------------- | --------------- | --------------------- | ------- | ---------- | ---------- | ---------- |
| any  | batejats  | total     | %        | total     | clergat secular | clergat regular | batejats por sacerdot | diàques | homes      | dones      |            |
| 1950 | 498.960   | 500.000   | 99,8     | 43        | 22              | 21              | 11.603                |         | 38         | 67         | 24         |
| 1965 | 900.000   | ?         | ?        | 55        | 19              | 36              | 16.363                |         | 74         | 121        | 34         |
| 1970 | 531.891   | 590.990   | 90,0     | ?         | ?               | ?               | ?                     |         | ?          | ?          | 40         |
| 1976 | 526.409   | 637.334   | 82,6     | 96        | 51              | 45              | 5.483                 | 4       | 65         | 88         | 45         |
| 1980 | 750.000   | 780.000   | 96,2     | 51        | 36              | 15              | 14.705                |         | 29         | 88         | 44         |
| 1990 | 922.000   | 950.000   | 97,1     | 96        | 55              | 41              | 9.604                 |         | 55         | 156        | 44         |
| 1999 | 1.220.000 | 1.262.000 | 96,7     | 73        | 51              | 22              | 16.712                | 1       | 32         | 199        | 45         |
| 2000 | 1.224.487 | 1.262.753 | 97,0     | 82        | 55              | 27              | 14.932                |         | 40         | 185        | 47         |
| 2001 | 1.250.448 | 1.302.551 | 96,0     | 85        | 57              | 28              | 14.711                |         | 39         | 176        | 50         |
| 2002 | 1.250.448 | 1.302.551 | 96,0     | 88        | 60              | 28              | 14.209                |         | 39         | 210        | 50         |
| 2003 | 1.250.448 | 1.302.551 | 96,0     | 99        | 68              | 31              | 12.630                |         | 41         | 178        | 50         |
| 2004 | 1.250.448 | 1.302.551 | 96,0     | 93        | 62              | 31              | 13.445                |         | 43         | 167        | 50         |
| 2013 | 1.416.280 | 1.573.644 | 90,0     | 103       | 64              | 39              | 13.750                |         | 64         | 176        | 50         |